# Международный конкурс выдающихся пианистов-любителей

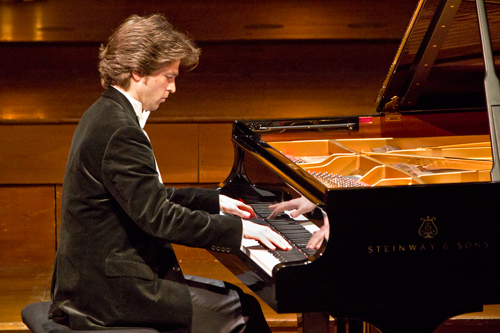
Доминик Пирс Смит (дизайнер гоночных автомобилей, Великобритания) в финале 23-го международного конкурса выдающихся пианистов-любителей (2012)

Международный конкурс выдающихся пианистов-любителей (фр. Concours international des Grands amateurs de Piano) — конкурс пианистов-любителей, который проводится в Париже ежегодно начиная с 1989 года. Он рассматривается многими критиками как один из наиболее престижных конкурсов пианистов, для которых игра на фортепиано не является основной профессией. 

## Концепция
Международный конкурс пианистов среди любителей был организован в 1989 году Жераром Бекерманом. Его участниками являются пианисты-любители с высоким уровнем исполнения. У каждого своя профессия: среди участников есть врачи, служащие, адвокаты, студенты, пенсионеры, инженеры. Минимальный возраст участников — 18 лет; сверху возраст участников не ограничен.
С годами конкурс приобрел необычайный успех. В нем принимают участие сотни исполнителей из Франции и еще 50 стран. Одним из основных принципов конкурса является свобода выбора исполняемых произведений. Это делается для того, чтобы дать возможность музыкантам раскрыться, исполняя произведения, которые они выбрали сами. Жерар Бекерман, основатель конкурса, утверждает, что участниками конкурса движет не желание победить, но любовь к музыке: "Конкурс пианистов среди любителей не является на самом деле конкурсом как таковым. Тут нет места для соревнования, его мало для конкуренции и еще меньше для соперничества. В музыке, как и в любом другом виде искусства, понятие «лучший» имеет значение лишь в сам момент соревнования, но вне его теряет всякий смысл. Впрочем, единственный соперник, с которым музыкант может столкнуться, это, наверное, он сам..."
Конкурс проводится в три тура:
- Предварительные прослушивания: свободная программа (10 минут)
- Полуфинал: произведение Баха и романтическая пьеса (15 минут)
- Финал: свободная программа (30 минут)

Каждый год в полуфинал проходит 10-12 человек, из них 5-6 становятся финалистами.

## Уровень

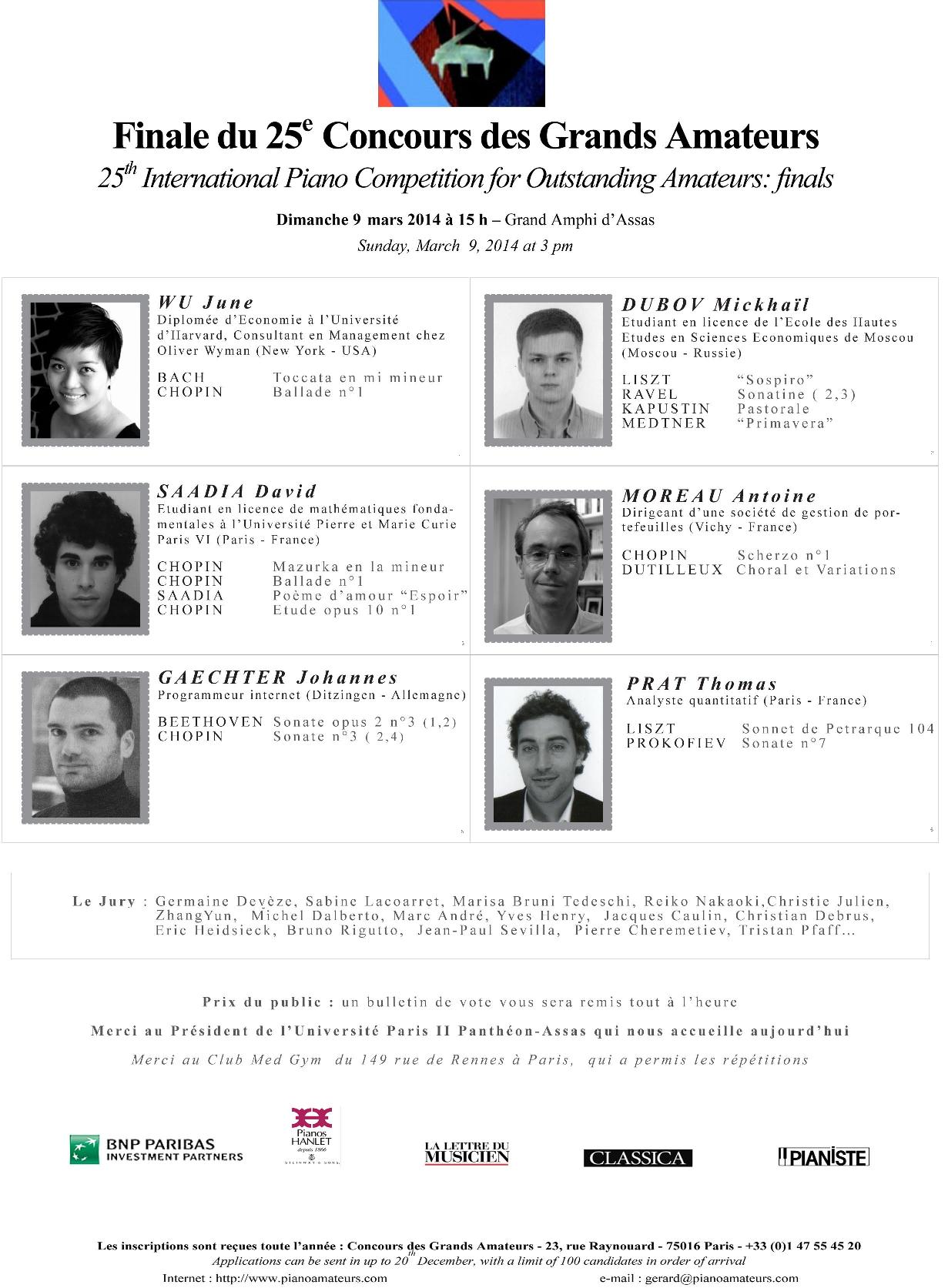
Афиша финала 25-го конкурса (2014) с указанием программ финалистов

Оригинальность конкурса состоит в том, что его участники не являются любителями в прямом смысле этого слова, т. е. «дилетантами», но представляют собой пианистов, которые «не только играют на фортепиано», музыкантов, которым однажды пришлось сделать сложный выбор между их профессией и карьерой концертного исполнителя, выбор между средствами на существование и любовью к музыке.
Уровень исполнения на конкурсе в результате оказывается чрезвычайно высоким, а многих конкурсантов можно назвать настоящими виртуозами: пианисты часто включают в свои конкурсные программы технически сложные произведения Листа, Шопена или Рахманинова.
Лауреатов конкурса приглашают выступить с оркестром под управлением таких дирижеров, как Жорж Претр (Georges Prêtre) и Джордж Пехливанян (George Pehlivanian). Некоторые приглашаются на фестиваль Радио Франции в Монпелье Лангедок-Руссильон и играют там с Симфоническим Оркестром Республиканской Гвардии под управлением Франсуа Буланже (François Boulanger) или с оркестром Парижской Национальной Консерватории под управлением Пьер-Мишеля Дюрана (Pierre-Michel Durand). Многих лауреатов конкурса приглашают выступить с сольными концертами на крупнейшем международном фестивале пианистов-любителей "Les Amateurs Virtuoses!".

## Жюри
В состав жюри в разное время входили многие известные пианисты: Марк Лафоре (Marc Laforêt), Франсуа-Рене Дюшабль (François-René Duchable), Алексис Вайссенберг (Alexis Weissenberg), Анн Кеффелек (Anne Queffelec), Мишель Берофф (Michel Beroff), Идиль Бире (Idil Biret), Тристан Пфафф (Tristan Pfaff) и другие.
Второе жюри — жюри прессы — состоит из более чем 20 музыкальных критиков со всего мира и вручает свой приз лучшему по их мнению пианисту.
Наконец, на конкурсе также вручается приз зрительских симпатий, обладатель которого определяется по результатам голосования публики после финальных прослушиваний.

## Лауреаты
| №  | Год проведения | Первая премия                                           | Вторая премия                                             | Третья премия                                                                     | Приз прессы                                             | Приз зрительских симпатий                         |  |
| -- | -------------- | ------------------------------------------------------- | --------------------------------------------------------- | --------------------------------------------------------------------------------- | ------------------------------------------------------- | ------------------------------------------------- |  |
| 20 | 2009           | Руперт Эгертон-Смит (адвокат)                           | Дмытро Виноградов (менеджер авиалиний)                    | Ромен Кохард (метеоролог) Роберт Фукс (архитектор)                                | Ромен Кохард (метеоролог)                               | Руперт Эгертон-Смит (адвокат)                     |  |
| 21 | 2010           | Лоик Лафонтен (менеджер)                                | Михаэль Ченг (консультант)                                | Даниэль Чоу (бухгалтер)                                                           | Лоик Лафонтен (менеджер)                                | Лоик Лафонтен (менеджер)                          |  |
| 22 | 2011           | Симон Гриздаль (переводчик) Робин Стефенсон (математик) | Клер Рошер (математик)                                    | Горден Ченг (финансовый аналитик)                                                 | Симон Гриздаль (переводчик) Робин Стефенсон (математик) | Робин Стефенсон (математик)                       |  |
| 23 | 2012           | Доминик Пирс Смит (дизайнер гоночных автомобилей)       | Кенсуке Ота (физик)                                       | Рикер Чои (финансовый аналитик)                                                   | Доминик Пирс Смит (дизайнер гоночных автомобилей)       | Доминик Пирс Смит (дизайнер гоночных автомобилей) |  |
| 24 | 2013           | Сильвен Карпентье (математик)                           | Паоло Жиларди (психолог)                                  | Джереми Ментценер (адвокат)                                                       | Сильвен Карпентье (математик)                           | Сильвен Карпентье (математик)                     |  |
| 25 | 2014           | Антуан Моро (менеджер)                                  | Томас Прат (аналитик)                                     | Михаил Дубов (специалист по компьютерным наукам) Джун Ву (финансовый консультант) | Михаил Дубов (специалист по компьютерным наукам)        | Томас Прат (аналитик)                             |  |
| 26 | 2015           | Самюель Бах (математик) Михаэль Славин (офтальмолог)    |                                                           | Эрик Руах (риэлтор)                                                               | Эрик Руах (риэлтор)                                     | Эрик Руах (риэлтор) Самюель Бах (математик)       |  |
| 27 | 2016           | Оливье Корбер (трейдер)                                 | Оливье Дюпон (финансовый инженер) Жюльен Коэн (математик) |                                                                                   | Оливье Корбер (трейдер)                                 | Оливье Корбер (трейдер)                           |  |
| 28 | 2017           | Уильям Голтон (математик)                               | Эрик Руах (риэлтор)                                       | Жан-Рош ле Хнаф (студент-медик)                                                   | Уильям Голтон (математик)                               | Зак Винер (инженер-программист)                   |  |